# BYD K9
De BYD K9 is een elektrische autobus van de Chinese fabrikant BYD (Build Your Dreams).

## Beschrijving
De Europese bussen worden geproduceerd door BYD Auto in China. Een productiefaciliteit in Komárom in Hongarije zal naar verwachting in het eerste kwartaal van 2017 opengaan. Bussen van het type K9 worden onder andere ingezet in China, Nederland, het Verenigd Koninkrijk, de Verenigde Staten en Frankrijk.

## Inzet
In Nederland heeft de provincie Friesland zes bussen en bijbehorende oplaadpunten gekocht. Deze bussen worden sinds 25 april 2013 ingezet op het waddeneiland Schiermonnikoog. Ook heeft de provincie een 15-jarig contract afgesloten met BYD Europe BV voor het onderhoud van de bussen. BYD heeft hiervoor lokaal technici opgeleid. Bij wijze van proef had de MIVB van 10 december 2012 tot begin februari 2013 een testbus in dienst. Deze bus reed zonder passagiers, maar met testapparatuur, rond op een aantal lijnen in Brussel.
Luchthaven Schiphol heeft in vanaf juni 2015 35 bussen in gebruik genomen voor het passagiersvervoer tussen de B-pier terminal en de vliegtuigen van vooral KLM Cityhopper.
Er reed een testbus bij onder meer Qbuzz/U-OV in Utrecht (week 26 - 2015) en in 2016 bij Arriva in Dordrecht. Deze testbus reed vervolgens bij Syntus Utrecht in Amersfoort, samen met nog een andere testbus.
Keolis Nederland heeft op donderdag 13 april 2017 negen elektrische bussen besteld voor de concessies provincie Utrecht en busvervoer Almere. Daarvan worden er twee ingezet in Amersfoort en zeven in Almere.
De Lijn heeft op 12 juni 2025 140 bussen besteld voor levering vanaf 2026. Deze bestelling komt bovenop de levering van in totaal 230 elektrische bussen die sinds 2025 worden geleverd.
| Bedrijf          | Type       | Aantal | Status                           | Series    | Inzet                     | Opmerkingen | Afbeelding |
| België           | België     | België | België                           | België    | België                    | België | België     |
| ---------------- | ---------- | ------ | -------------------------------- | --------- | ------------------------- | --- | ---------- |
| MIVB             | K9         | 1      | Uit dienst                       | -         | Brussel                   | Testbus |            |
| De Lijn          | K9UD       | 92     | In dienst                        | 3064-3155 | Verspreid over Vlaanderen | |            |
| De Lijn          | K9UD       | 140    | Levering vanaf 2026              | n.n.b.    | Verspreid over Vlaanderen | |            |
| Nederland        |            |        |                                  |           |                           | |            |
| Arriva           | K9A        | 1      | Naar Qbuzz                       | 139       | Schiermonnikoog           | |            |
| Arriva           | K9A        | 6      | Naar Qbuzz                       | 3001-3006 | Schiermonnikoog           | |            |
| Connexxion       | K9UB       | 1      | In dienst                        | 2099      | Haarlem-IJmond            | |            |
| Connexxion       | K9U        | 8      | In dienst                        | 2100-2107 | Haarlem-IJmond            | |            |
| EBS              | K9UB       | 5      | In dienst                        | 2001-2005 | IJssel-Vecht              | Rijden onder de formule RRReis. Overgenomen van Keolis. 36 bussen hebben sinds februari 2023 de 27xx-nummering voor de snelRRReis formule                                     |            |
| EBS              | K9UB       | 19     | In dienst                        | 2007-2025 | IJssel-Vecht              | Rijden onder de formule RRReis. Overgenomen van Keolis. 36 bussen hebben sinds februari 2023 de 27xx-nummering voor de snelRRReis formule                                     |            |
| EBS              | K9UB       | 7      | In dienst                        | 2027-2033 | IJssel-Vecht              | Rijden onder de formule RRReis. Overgenomen van Keolis. 36 bussen hebben sinds februari 2023 de 27xx-nummering voor de snelRRReis formule                                     |            |
| EBS              | K9UB       | 6      | In dienst                        | 2035-2040 | IJssel-Vecht              | Rijden onder de formule RRReis. Overgenomen van Keolis. 36 bussen hebben sinds februari 2023 de 27xx-nummering voor de snelRRReis formule                                     |            |
| EBS              | K9UB       | 4      | In dienst                        | 2042-2045 | IJssel-Vecht              | Rijden onder de formule RRReis. Overgenomen van Keolis. 36 bussen hebben sinds februari 2023 de 27xx-nummering voor de snelRRReis formule                                     |            |
| EBS              | K9UB       | 30     | In dienst                        | 2027-2056 | IJssel-Vecht              | Rijden onder de formule RRReis. Overgenomen van Keolis. 36 bussen hebben sinds februari 2023 de 27xx-nummering voor de snelRRReis formule                                     |            |
| EBS              | K9UB       | 9      | In dienst                        | 2059-2067 | IJssel-Vecht              | Rijden onder de formule RRReis. Overgenomen van Keolis. 36 bussen hebben sinds februari 2023 de 27xx-nummering voor de snelRRReis formule                                     |            |
| EBS              | K9UB       | 4      | In dienst                        | 2069-2072 | IJssel-Vecht              | Rijden onder de formule RRReis. Overgenomen van Keolis. 36 bussen hebben sinds februari 2023 de 27xx-nummering voor de snelRRReis formule                                     |            |
| EBS              | K9UB       | 15     | In dienst                        | 2074-2088 | IJssel-Vecht              | Rijden onder de formule RRReis. Overgenomen van Keolis. 36 bussen hebben sinds februari 2023 de 27xx-nummering voor de snelRRReis formule                                     |            |
| EBS              | K9UB       | 5      | In dienst                        | 2090-2094 | IJssel-Vecht              | Rijden onder de formule RRReis. Overgenomen van Keolis. 36 bussen hebben sinds februari 2023 de 27xx-nummering voor de snelRRReis formule                                     |            |
| EBS              | K9UB       | 5      | In dienst                        | 2096-2100 | IJssel-Vecht              | Rijden onder de formule RRReis. Overgenomen van Keolis. 36 bussen hebben sinds februari 2023 de 27xx-nummering voor de snelRRReis formule                                     |            |
| EBS              | K9UB       | 4      | In dienst                        | 2102-2105 | IJssel-Vecht              | Rijden onder de formule RRReis. Overgenomen van Keolis. 36 bussen hebben sinds februari 2023 de 27xx-nummering voor de snelRRReis formule                                     |            |
| EBS              | K9UB       | 25     | In dienst                        | 2107-2031 | IJssel-Vecht              | Rijden onder de formule RRReis. Overgenomen van Keolis. 36 bussen hebben sinds februari 2023 de 27xx-nummering voor de snelRRReis formule                                     |            |
| EBS              | K9UB       | 4      | In dienst                        | 2133-2136 | IJssel-Vecht              | Rijden onder de formule RRReis. Overgenomen van Keolis. 36 bussen hebben sinds februari 2023 de 27xx-nummering voor de snelRRReis formule                                     |            |
| EBS              | K9UB       | 4      | In dienst                        | 2138-2141 | IJssel-Vecht              | Rijden onder de formule RRReis. Overgenomen van Keolis. 36 bussen hebben sinds februari 2023 de 27xx-nummering voor de snelRRReis formule                                     |            |
| EBS              | K9UB       | 5      | In dienst                        | 2143-2147 | IJssel-Vecht              | Rijden onder de formule RRReis. Overgenomen van Keolis. 36 bussen hebben sinds februari 2023 de 27xx-nummering voor de snelRRReis formule                                     |            |
| EBS              | K9UB       | 20     | In dienst                        | 2149-2168 | IJssel-Vecht              | Rijden onder de formule RRReis. Overgenomen van Keolis. 36 bussen hebben sinds februari 2023 de 27xx-nummering voor de snelRRReis formule                                     |            |
| EBS              | K9UB       | 1      | In dienst                        | 2170      | IJssel-Vecht              | Rijden onder de formule RRReis. Overgenomen van Keolis. 36 bussen hebben sinds februari 2023 de 27xx-nummering voor de snelRRReis formule                                     |            |
| EBS              | K9UB       | 11     | In dienst                        | 2172-2182 | IJssel-Vecht              | Rijden onder de formule RRReis. Overgenomen van Keolis. 36 bussen hebben sinds februari 2023 de 27xx-nummering voor de snelRRReis formule                                     |            |
| EBS              | K9UB       | 1      | In dienst                        | 2184      | IJssel-Vecht              | Rijden onder de formule RRReis. Overgenomen van Keolis. 36 bussen hebben sinds februari 2023 de 27xx-nummering voor de snelRRReis formule                                     |            |
| EBS              | K9UB       | 3      | In dienst                        | 2186-2188 | IJssel-Vecht              | Rijden onder de formule RRReis. Overgenomen van Keolis. 36 bussen hebben sinds februari 2023 de 27xx-nummering voor de snelRRReis formule                                     |            |
| EBS              | K9UB       | 18     | In dienst                        | 2201-2218 | IJssel-Vecht (Zwolle)     | Rijden onder de formule RRReis en hebben een pantograaf op het dak. Overgenomen van Keolis                                                                                    |            |
| EBS              | K9UE (13m) | 40     | In dienst                        | 2301-2340 | IJssel-Vecht              | Rijden onder de formule comfortRRReis. Overgenomen van Keolis |            |
| EBS              | K9UB       | 36     | In dienst                        | 2701-2736 | IJssel-Vecht              | Rijden onder de formule snelRRReis. Ex 20xx en 21xx |            |
| Keolis Nederland | K9UB       | 188    | Grotendeels naar EBS en Schiphol | 2001-2188 | IJssel-Vecht              | Reden onder de formule RRReis. |            |
| Keolis Nederland | K9UB       | 18     | Naar EBS                         | 2201-2218 | IJssel-Vecht (Zwolle)     | Reden onder de formule RRReis en hadden een pantograaf op het dak. |            |
| Keolis Nederland | K9UE (13m) | 40     | Naar EBS                         | 2301-2340 | IJssel-Vecht              | Reden onder de formule comfortRRReis. |            |
| Keolis Nederland | K9U        | 7      | In dienst                        | 6301-6307 | Almere                    | Rijden onder de formule allGo. 6307 rijdt met "The Bus Growing Green" kleurstelling                                                                                           |            |
| Qbuzz            | K9A        | 6      | In dienst                        | 1151-1156 | Schiermonnikoog           | Ex-Arriva 3001-3006 |            |
| Qbuzz            | K9A        | 1      | In dienst                        | 1157      | Schiermonnikoog           | Ex-Arriva 139 |            |
| Schiphol         | K9C        | 37     | In dienst                        | 101-137   | Schiphol Airside          | Rijden zonder kenteken, omdat zij alleen in dienst zijn op het luchthavenplatform. Worden gereden door chauffeurs van Arriva Touring, tot 2020 reed HTM Specials deze bussen. |            |
| Schiphol         | K9UB       | 16     | In dienst                        | 201-216   | Schiphol Airside          | Rijden zonder kenteken, omdat zij alleen in dienst zijn op het luchthavenplatform. Worden gereden door chauffeurs van Arriva Touring, tot 2020 reed HTM Specials deze bussen. |            |
| Schiphol         | K9UB       | 10     | In dienst                        | 217-226   | Schiphol Airside          | Ex-Keolis 2041, 2046, 2057, 2089, 2101, 2106, 2132, 2169, 2171 en 2183 |            |
| Syntus Utrecht   | K9C        | 2      | Uit dienst                       | 1900-1901 | Amersfoort                | Testbussen, de 1900 reed eerder in Dordrecht (Arriva) en Utrecht (Qbuzz) op proef op de stadsdienst. De 1901 is verkocht aan TCR Vlieland.                                    |            |
| Syntus Utrecht   | K9U        | 2      | In dienst                        | 1902-1903 | Amersfoort                | Vervangen de 1900 en 1901 op stadsdienst Amersfoort. |            |
| Syntus Utrecht   | K9UB       | 5      | In dienst                        | 1904-1908 | Provincie Utrecht         | |            |
| TCR Vlieland     | K9C        | 1      | Uit dienst                       | 45-BHR-1  | Vlieland                  | Reservebus op Vlieland, reed in opdracht van Arriva. Ex-Syntus 1901. |            |

## Problemen
BYD autobussen worden geplaagd door aanhoudende problemen. Zo zaten de chauffeurs stoelen scheef achter het stuur. Verder trilde het stuur ontzettend tijdens het rijden, en trokken de bussen naar rechts. Ook vloog er een klep los van een bus die richting Apeldoorn reed, waarbij de chauffeur van de tegemoetkomende bus zwaargewond raakte. 

## Galerie

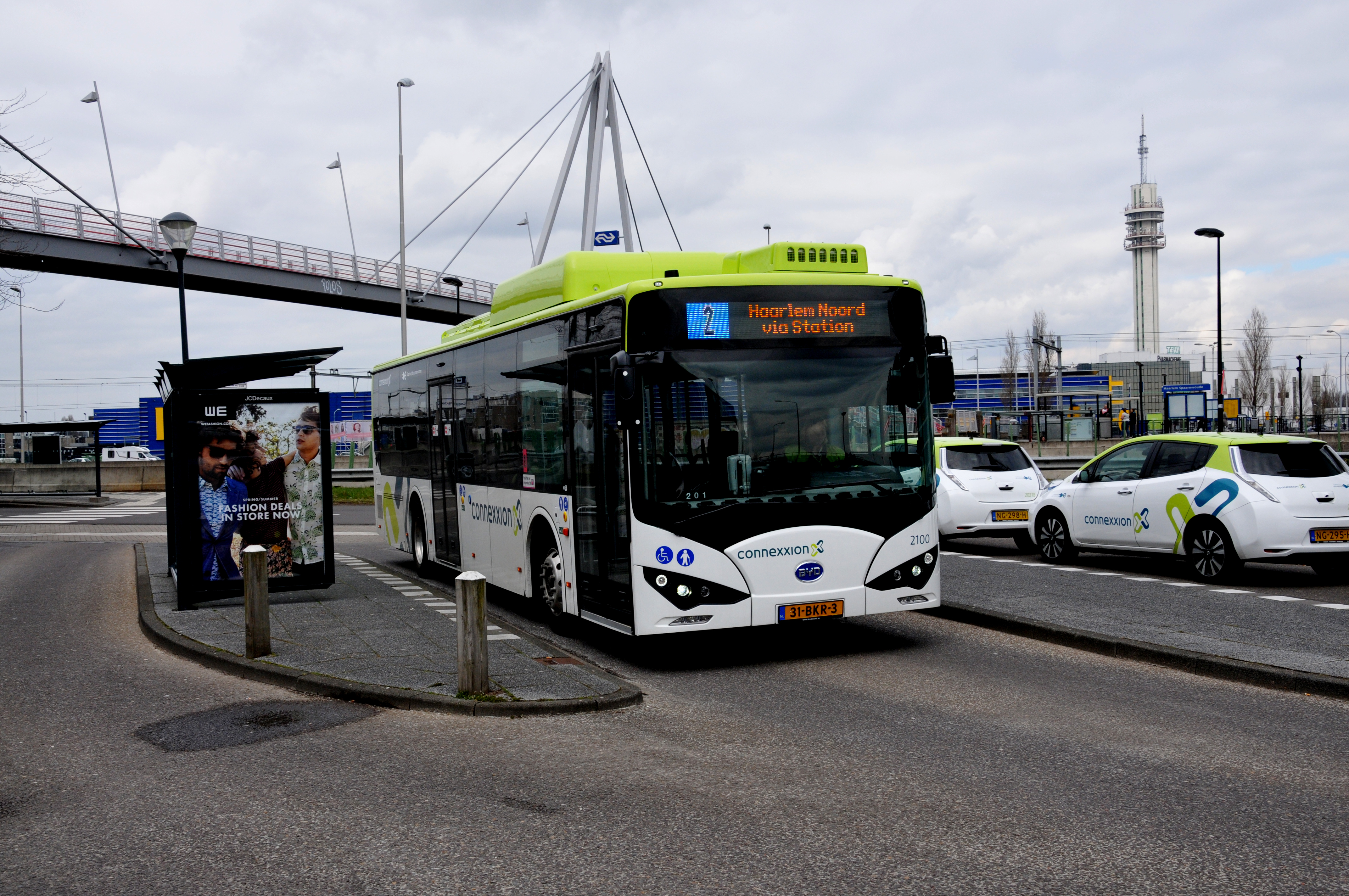
Haarlem
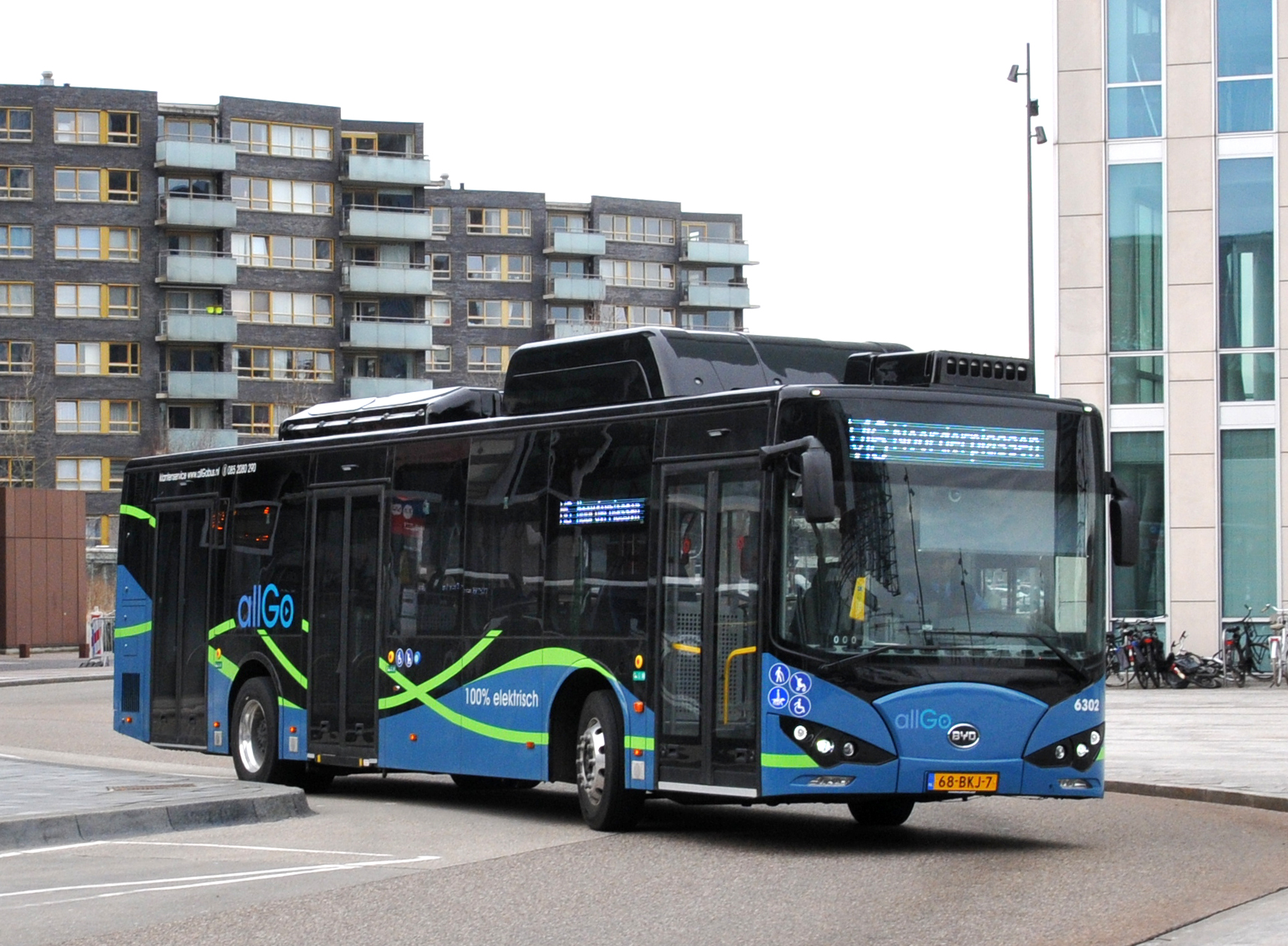
Almere
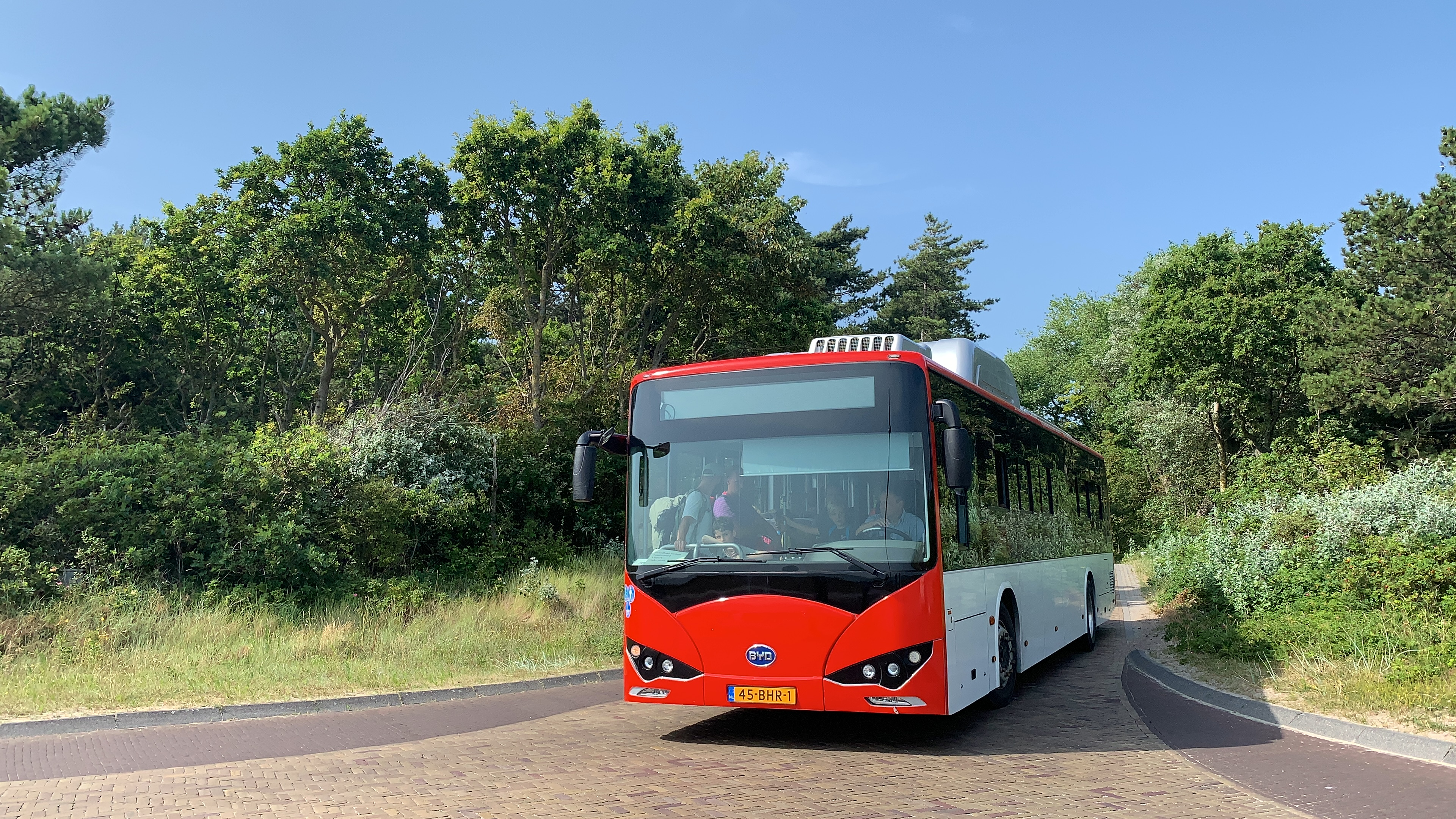
Vlieland
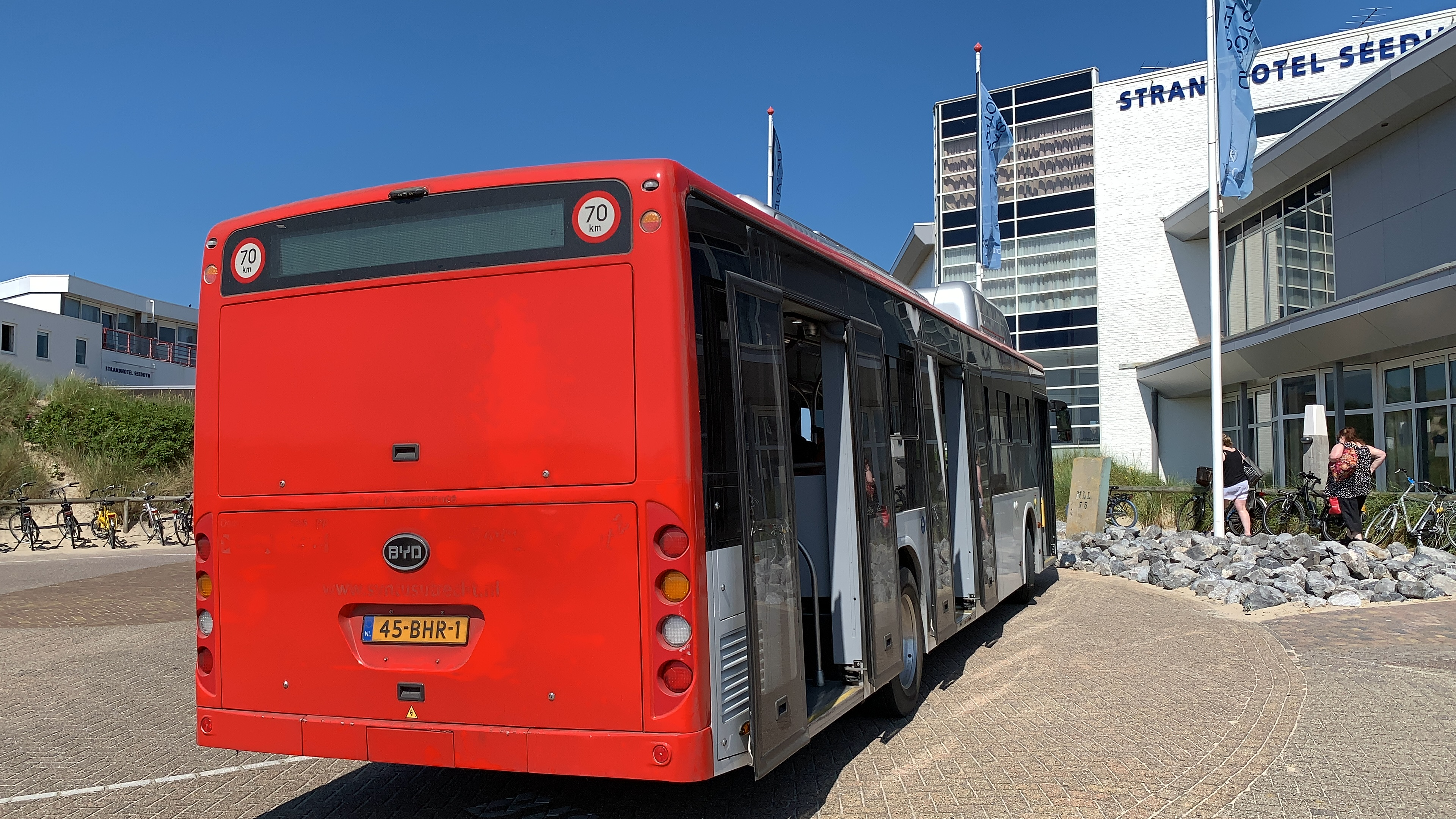
Vlieland, achterkant